# Лисов Ігор Володимирович
І́гор Володи́мирович Лисо́в (нар. 14 липня 1958, м. Хмельницький) — український політик, народний депутат VI і VII скликань, заступник голови Комітету з питань будівництва, містобудування і житлово-комунального господарства та регіональної політики. Член Партії регіонів з 2007 до 2012 року. Президент будівельної компанії «Ліко-Холдінг», засновник та президент Благодійного фонду «‬Рідне місто моє». Президент Федерації України зі стрибків у воду і Федерації синхронного плавання України. Голова парафіяльної ради собору Преображенського собору. Кандидат економічних наук,  доктор наук з державного управління. Віцепрезидент Конфедерації будівельників України, віцепрезидент Національного олімпійського комітету України.

## Біографія
Ігор Володимирович Лисов народився 14 липня 1958 року Хмельницькому. Закінчив Київський інженерно-будівельний інститут за спеціальністю «Теплогазопостачання і вентиляція», кваліфікація інженер-будівельник.
1980—1985 роки — майстер, виконроб БМУ «Київміськсантехмонтаж».
1985—1989 роки — інструктор Московського райкому КПУ м. Києва.
1989—1996 роки — заступник голови, 1-й заступник голови Московської райдержадміністрації м. Києва.
1996—2003 роки — голова ради холдингової компанії «Ліко-Холдінг».
2002—2006 роки — депутат Київської міської ради.
2003—2006 роки — заступник голови Київської міськдержадміністрації — начальник Головного управління комунальної власності м. Києва.
2006—2007 роки — народний депутат Верховної Ради України 5-го скликання (від Партії регіонів, № 97 у списку). Голова підкомітету з питань природокористування Комітету з питань екологічної політики, природокористування та ліквідації наслідків Чорнобильської катастрофи.
2007—2012 роки — народний депутат Верховної Ради України 6-го скликання (від Партії регіонів, № 156 у списку). Член Комітету з питань будівництва, містобудування і житлово-комунального господарства та регіональної політики. Член Спеціальної контрольної комісії Верховної Ради України з питань приватизації.
З 2011 року — віцепрезидент Конфедерації будівельників України.
У 2012 році Ігор Лисов здобув ступінь доктора наук з державного управління, автор багатьох наукових робіт та інноваційних розробок.
У 2012 році балотувався у Верховну Раду 7-го скликання за мажоритарним округом 211 у Києві. Під час виборчої кампанії на окрузі зазнав критики з боку активістів політичної партії Демократичний альянс за проведення агітаційних концертів, роздачі соціальних карток від імені благодійного фонду виборцям  із знижками у партнерські торговельні мережі, а також перешкоджанню приватної охорони Лисова під час пікету активістами відкриття станції метро «Іподром». 
Нагороджений орденом «За заслуги» І (2019), II (2011) та III ступенів (2003). Має почесне звання «Заслужений будівельник України».
21 червня 2019 року взяв участь у Всеукраїнському церковно-громадському форумі Єдності Українського Православ’я.
11 жовтня 2020 року предстоятель ПЦУ митрополит Епіфаній з нагоди 10-ліття освячення ставропігійного Спасо-Преображенського собору на столичних Теремках вручив Ігорю Лисову церковну нагороду «Орден святителя Миколая Чудотворця». Голова Парафіяльної ради собору Ігор Лисов від імені громади висловив вдячність митрополиту Епіфанію за візит та духовну опіку й подарував панагію зі зображенням святителя Епіфанія Кіпрського.

## Внесок
Президент Федерації України зі стрибків у воду (з 1999 р.) Член Національного олімпійського комітету України (з 1999 р.). Член виконавчого комітету НОК України (з 2014 р.), одночасно президент двох Федерацій: зі стрибків у воду та з синхронного плавання.
У вересні 2013 року генеральним спонсором Федерації України зі стрибків у воду — компанією «Ліко-Холдінг» — збудовано спортивний комплекс «Ліко», на базі якого розміщується єдиний в Україні Державний центр олімпійської підготовки зі стрибків у воду, база національної збірної команди зі стрибків у воду та дитячо-юнацька спортивна школа «Тріумф». У цьому басейні проведено Чемпіонат Європи зі стрибків у воду 2017.
З 2001 року — засновник і президент Благодійного фонду «Рідне місто моє».
Ктитор Преображенського собору на Теремках ПЦУ

## Скандали
21 липня 2015 року у ЗМІ було повідомлено, що генеральна прокуратура отримала доступ до документів компанії Ліко-Холдинг, одним із співвласників якої є Ігор Лисов, в рамках розслідування про заволодіння топ-менеджментом забудовника інвестиціями громадян у будівництво житлових будинків в сумі понад 250 млн грн. Проте згодом, за всі роки діяльності кожен з інвесторів отримав свої власні квартири згідно з договором (понад 30000 мешканців). 

## Об'єкти компанії «Ліко-Холдинг»
ЖК «Ліко-Град» 
ЖК «Венеція»
ЖК «Liko-Grad Perfect Town»
Багатопрофільна клініка «TOP Clinic DENIS»
Театр «Особистості»
Дитячі садки «Ліко-Світ»
Технологічний ліцей «Ліко»
Центр спорту «Ліко»
Спасо-Преображенський собор
Favor Park Hotel
Favor Sport Hotel
Ресторан «Djotto»
Ресторан «SHEF»
Ресторан «Eshak»
Ресторан «Brugge»
Ресторан «O`Zero»

## Нагороди
- Нагороджений орденом «За заслуги» І (2019), II (2011) та III ступенів (2003).
- Має почесне звання «Заслужений будівельник України».
- Церковна нагорода «Орден святителя Миколая Чудотворця».

## Сім’я
Має трьох дітей: сина Руслана та двох доньок – Єлизавету та Стефанію. 